# حلبان (القويعية)
حلبان هي قرية من فئة (أ) تقع في محافظة القويعية، والتابعة لمنطقة الرياض في السعودية.

## الموقع
تقع حلبان غرب منطقة الرياض على طريق الرياض مكة السريع وتبعد عن مدينة الرياض 290 كم، وتبعد عن محافظة القويعية بمسافة تقارب 120 كم وتتبع إداريا إلى محافظة القويعية، ويتبع لمركز حلبان 77 مركز وهجرة.

## الخدمات
- مركز إمارة حلبان.
- مركز إمارة الرفايع بحلبان.
- مركز إمارة الفهيدات بحلبان.
- مركز شرطة حلبان.
- مركز شرطة الرفايع بحلبان.
- مستشفى حلبان العام.
- مركز صحي حلبان.
- مركز الراحجي الخيري للرعاية الصحية.
- مصرف الراجحي.
- مجمع حلبان القروي.
- مركز إسعاف حلبان.
- مركز الهلال الأحمر بحلبان.
- مركز أمن الطرق بحلبان.
- مركز الدفاع المدني بحلبان.
- مركز هيئة الأمر بالمعروف والنهي عن المنكر بحلبان.
- مندوبية تعليم حلبان.
- بالإضافة للعديد من المدارس لجميع المراحل للبنين والبنات والمرافق الأخرى.

## سبب التسمية
سبب تسميتها حلبان لأن الابل والأغنام إذا رعت في هذه المنطقة تمتلئ بالحليب، إذ كانت منطقة خصبة آنذاك وكثيفة الأشجار وكانت مطمعا لكثير من قبائل العرب على اعتبارها منطقة رعي من الدرجة الأولى.